# Фиц-Тедмар, Арнольд

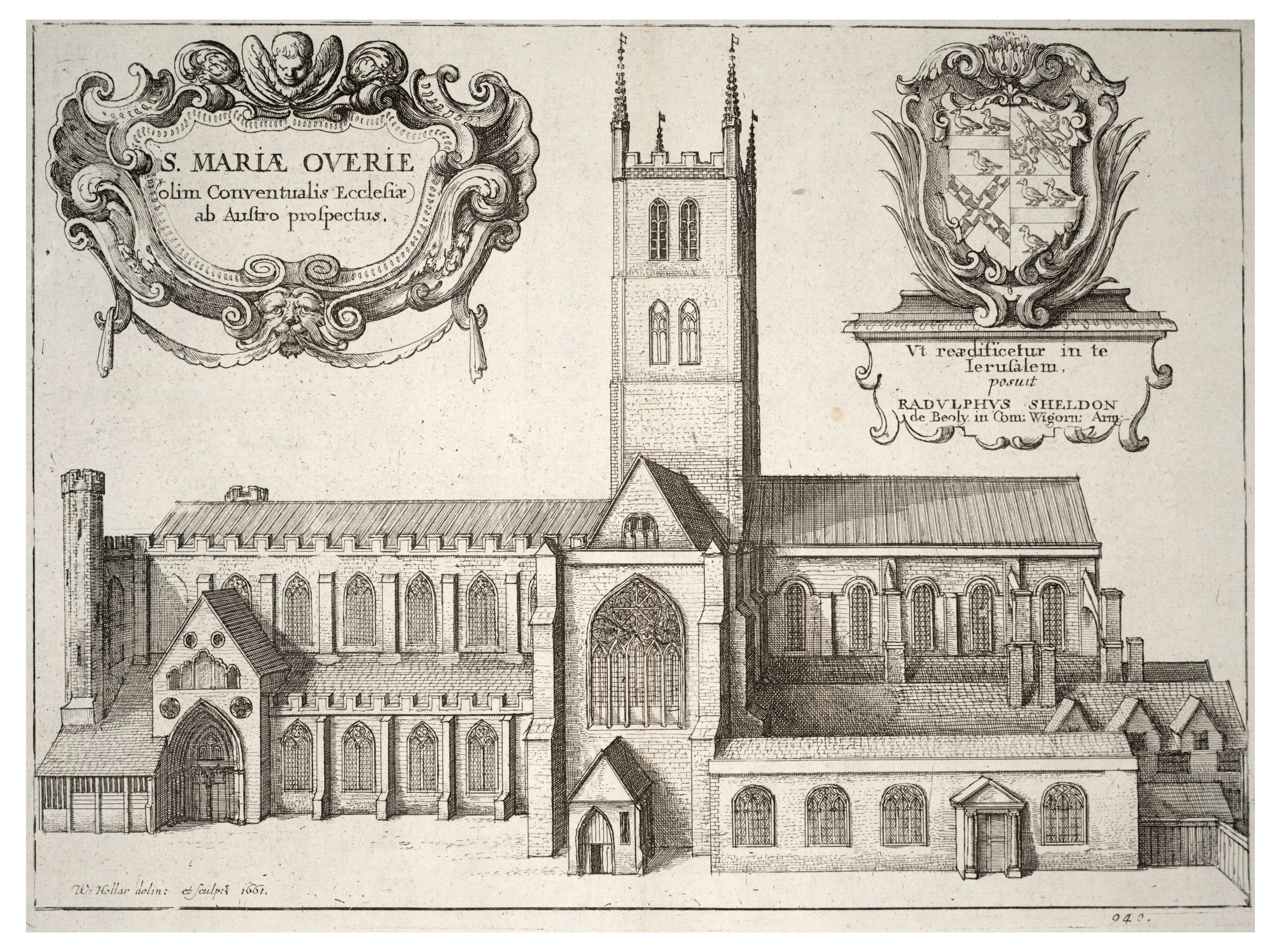
Церковь Спаса и Св. Марии-за-рекой Саутваркского приората августинцев, XII—XIII вв. Гравюра Вацлава Холлара, 1643—1644 гг.

Арнольд Фиц-Тедмар, или Арнульф Фиц-Тедмар (англ. Arnold Fitz Thedmar, лат. Arnaldus Thedinarius, Arnaldus fillius Thedmari, Arnoldus Chronographus, 9 августа 1201 — после 1274) — средневековый лондонский хронист и торговец, олдермен Ганзейского двора, предполагаемый автор «Хроники лондонских мэров и шерифов» (лат. Cronica Maiorum et Vicecomitum Londoniarum).

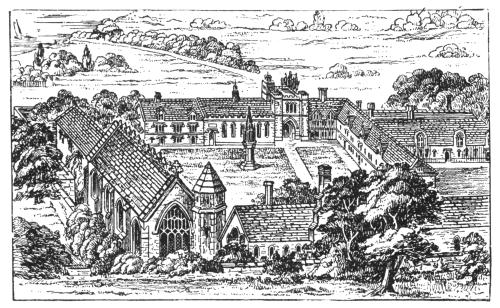
Аббатство Бермондси в Саутварке. Гравюра кон. XIX в. со старинного рисунка

## Биография

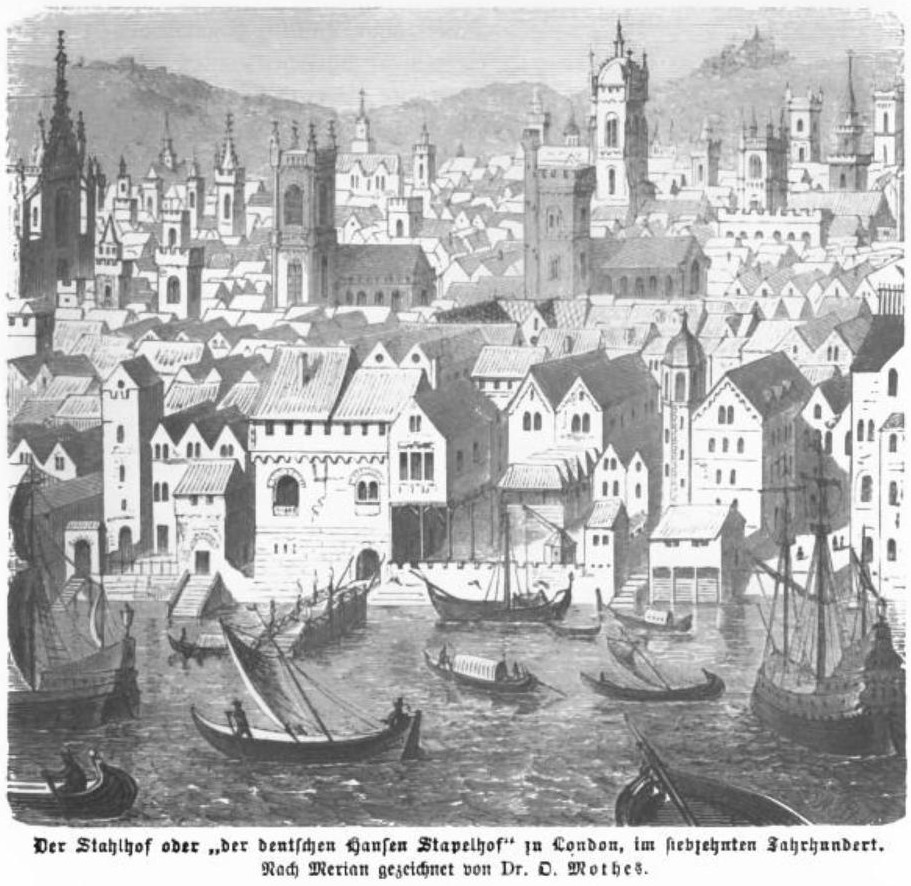
Стальной двор с церковью Всех Святых на Темз-стрит в Лондоне. Репродукция с гравюры Маттеуса Мериана (ум. 1650)

Основные сведения о его жизни можно почерпнуть из включённых в его хронику автобиографических заметок, в которых он не только сообщает точную дату рождения, но и освещает своё происхождение. Он появился на свет 9 августа 1201 года в Лондоне в семье с немецкими корнями. Его отец Тедмар был гражданином Бремена, которого привлекли в Англию привилегии, дарованные в 1157 году Генрихом II кёльнским купцам для торговли в английской столице, а в 1175 году во всём королевстве. Родители его матери Джулианы, Арнольд и Ода, переселились в Лондон из самого Кёльна ещё ранее, около 1175 года, после паломничества в Кентербери к гробнице Св. Томаса Бекета (ум. 1170). Старший брат Джулианы Томас погиб в Четвёртом крестовом походе, а сама она около 1200 года вступила в брак с Тедмаром из Бремена. 
В своей автобиографии Фиц-Тедмар красочно рассказывает о чудесном сне, увиденном его матерью, когда она была им беременна, который «один искусный человек» истолковал  так, что её ребёнок будет жить долго и станет столь же успешным, как и его отец. Так это, или иначе, но Арнольд оказался единственным из сыновей Тедмара и Джулианы, доживших до совершеннолетия. Все четыре его сестры не только выжили, но и вступили в брак с зажиточными лондонскими гражданами, занимавшими посты шерифа и мэра, благодаря чему он породнился со многими влиятельными столичными семьями. Унаследовав семейное дело и статус своего родителя, он преуспел в торговле, исполняя также общественные обязанности. В частности, в 1245 году он впервые упоминается в лондонских документах в качестве олдермена Биллингсгейта. Он свободно владел четырьмя языками, английским, немецким, французским и латынью, но где получил образование, остаётся неясным. 
Англичанин по своему подданству и воспитанию, Фиц-Тедмар оставался при этом активным членом местного сообщества немецких купцов (лат. domus quae Guildhalla Teutonicorum nuncupatur), сохраняя тесные связи с торговыми кругами Ганзы. В сохранившемся торговом договоре с Любеком, датированном 1 августа 1251 года, он выступает в качестве свидетеля, подписав его в качестве активного члена городского управления и олдермена немецкого двора, в каковой должности он пребывал не менее десяти лет. В 1253 году еврейской общиной Лондона ему поручена была должность хранителя архива долговых расписок, что свидетельствует о немалом авторитете, которым он обладал в деловых кругах английской столицы. Согласно документам, доходы позволяли ему ежегодно уплачивать за свою собственность в казну сумму в 400 фунтов стерлингов, в двадцать раз больше, чем требовалось для рыцаря.
Будучи последовательным сторонником Генриха III, зимой 1258 года Фиц-Тедмар стал одним из нескольких влиятельных лондонских граждан, вступивших с королём в конфликт из-за ограничения городских привилегий и частично поддержавших Оксфордские провизии мятежников. 13 февраля он был отстранён от должности лондонцами, обвинившими его в несправедливом взимании с них новых налогов, после чего Генрих поручил расследовать эти обвинения своему канцлеру Джону Маунселлу. 6 ноября 1259 года у Креста Св. Павла проведено было народное собрание, на котором канцлером было объявлено, что Фиц-Тедмар отправлен в отставку несправедливо, после чего его восстановили в должности. В уставе немецкого торгового двора последняя звучит как «aldermanus mercatorum Alemaniæ in Angliam venientium». 17 июня 1260 года Фиц-Тедмар добился предоставления новых привилегий немецким торговцам в Лондоне, заручившись поддержкой брата Генриха III — Ричарда Корнуоллского, занимавшего в 1257—1272 годах германский трон.
С началом Второй войны баронов, сделавшись противником лондонского мэра Томаса Фиц-Томаса (1261—1264), Фиц-Тедмар едва не лишился свободы и жизни, поскольку популярный градоначальник, сторонник Симона де Монфора, предложил отдать его на суд народного собрания. Только новости о битве при Ившеме (1265) уберегли Фиц-Тедмара и его компаньонов от расправы, хотя верность престолу не спасла его от уплаты крупной доли штрафов, наложенных на мятежный город королём-победителем. После окончательной победы Генриха III над баронами Фиц-Тедмар по-прежнему страдал от козней своих противников, которые, в частности, пытались свалить на него вину за наложенную на город контрибуцию. Лишь после того как он обратился за помощью к самому королю, а после к его сыну и преемнику Эдуарду I, ответственность его была смягчена, а полученные грамоты защитили его от дальнейших поборов.
В 1270 году престарелый Фиц-Тедмар назначен был вместе с тремя другими членами городского управления хранителем лондонских архивов, что, вероятно, сподвигло его заняться историческими трудами. Последним документированным упоминанием о нём является подпись под успешной апелляцией, поданной новому королю Эдуарду против незаконных субсидий, предоставленных мэру Уолтеру Херви. 
Умер он, вероятно, в августе или сентябре 1274 года, во всяком случае, не позже 10 февраля 1275-го, когда в городском суде Хастингса было прочитано и зарегистрировано его завещание. В нём он оставлял часть своих денег и имущества бенедиктинскому аббатству Бермондси (совр. боро Саутварк). 
Исследователь и издатель хроники Фиц-Тедмара антикварий и лексикограф XIX века Генри Томас Райли ошибочно отождествлял его вдову с Дионисией, скончавшейся в 1292 году и пережившей его, таким образом, на 18 лет, однако современный британский медиевист Иэн Уильям Стоун опроверг эту гипотезу, убедительно доказав, что супругом Дионисии являлся на самом деле некий Тедмар Истерлинг. О сыновьях Арнольда также ничего не известно, но дочь его звали Марджери, хотя она не названа в завещании по имени. Оставшуюся часть имущества унаследовал его двоюродный брат Стивен Эсуи.
Фиц-Тедмар владел недвижимостью, особняком и собственным причалом в приходе Всех Святых на Темз-стрит, поблизости от Стального двора в Лондоне, где с середины XIII столетия располагалась контора ганзейских купцов (англ. Easterlings), официально открытая лишь в 1281 году, после его смерти. Этот участок земли он приобрёл в 1260 году от имени немецких торговцев у некого Вильгельма, сына Вильгельма Рейнера, за две марки серебра. Однако определённо утверждать, что Фиц-Тедмар похоронен был именно в этой церкви Всех Святых, уничтоженной Великим Лондонским пожаром 1666 года, сегодня нельзя.

## Хроника
Его латинская «Хроника лондонских мэров и шерифов» (лат. Cronica Maiorum et Vicecomitum Londoniarum), дошедшая до нас в составе так называемой «Книги древних установлений» (лат. Liber de antiquis legibus) из городской ратуши Гилдхолл, которая сохранилась в фондах Лондонского столичного архива, считается первой авторизованной городской летописью английской столицы. Писавшаяся с 1257 по 1274 год, она освещает исторические события начиная с 1188 года, когда состоялись выборы первого лорда-мэра Генри Фиц-Айлвина, и кончая августом 1274-го, обрываясь на сообщении о приготовлениях к коронации Эдуарда I Длинноногого, однако оригинальные свидетельства в ней содержатся лишь с 1239 года, когда её автор стал зрелым человеком, получив доступ к документам городского управления. 
Хроника основана, главным образом, на анналах Саутваркского приората августинцев, имеющих общий источник с летописанием вышеназванного аббатства Бермондси, «Деяниях английских королей» Уильяма Мальмсберийского, «Житии Святого Эдуарда Исповедника» и «Генеалогии английских королей» Элреда Ривоского, а также «Исторических записках» и «Opuscula» декана собора Св. Павла Радульфа де Дисето. Помимо нарративных источников, Фиц-Тедмар опирался на документы городских архивов, письма и собственные воспоминания о важнейших событиях, вроде юношеских впечатлений о визите в 1215 году в Лондон наследника французского престола и будущего короля Людовика VIII.
Несмотря на свой исключительно светский и преимущественно городской характер, хроника имеет немалое значение в качестве источника по истории всего королевства, учитывая историческую роль, которую сыграл Лондон во Второй баронской войне. Последовательно выражая в ней свою поддержку политике короля Генриха, Фиц-Тедмар не везде замалчивает ошибки королевской власти, включая принятый в июле 1263 года «Статут против иностранцев». Вместе с тем, вероятные цензурные ограничения привели к замалчиванию им ряда важных событий 1263—1264 годов, вроде изгнания королевы Элеоноры горожанами с Лондонского моста, задержки войска Симона де Монфора в Саутварке, организованных роялистами поджогов в Чипсайде или отлучения лондонцев от церкви. 
Подобно большинству средневековых летописцев-компиляторов, Фиц-Тедмар никогда не называл себя составителем своей хроники. Убедительно обосновать его авторство удалось лишь вышеназванному Иэну Стоуну, обратившему внимание, что никто, кроме самого Фиц-Тедмара, не смог бы указать в последней точные даты и факты его собственной биографии. Вероятным местом написания хроники Стоун называет городскую ратушу, где, вероятно, хранились доступные автору документы, отмечая возможную помощь, оказывавшуюся ему в работе саутваркскими монахами. Взгляды Стоуна разделяли не все исследователи, в частности, профессор средневековой истории Ноттингемского университета Антония Грансден определяла авторство Фиц-Тедмара как «весьма возможное, но предполагаемое и не окончательно доказанное».
Хроника издана была в 1846 году в Лондоне историком и антикварием Томасом Стэплтоном для Кемденовского общества. В 1863 году там же увидел свет комментированный английский её перевод, подготовленный вышеупомянутым Генри Томасом Райли. Отрывки из хроники были опубликованы в 1888 году в Ганновере немецкими историками Рейнгольдом Паули и Феликсом Либерманом в 28 томе свода источников «Monumenta Germaniae Historica» (серия Scriptores), издававшегося под редакцией Вильгельма Ваттенбаха.

## Публикации
- De antiquis legibus liber, Cronica Maiorum et Vicecomitum Londoniarum. Edited by Thomas Stapleton. — London: Camden Society, 1846. — cclxxi, 276 p. — (Series I, 34).
- Chronicles of the Mayors and Sheriffs of London A.D.1188 to A.D.1274. Edited and translated from the original Latin and Anglo-Norman by Henry Thomas Riley. — London: Trübner, 1863. — xii, 319 p.
- Ex Arnaldi Cronica Londoniensi. Hrsg. von Reinhold Pauli und Felix Liebermann // Monumenta Germaniae Historica. — Tomus XXVIII. — Hannoverae, 1888. — pp. 527–547. — (Scriptores).